# Merritt Wever
Merritt Carmen Wever (ur. 11 sierpnia 1980 w Nowym Jorku) – amerykańska aktorka, wystąpiła m.in. w serialu Siostra Jackie, za rolę w którym była nominowana do Złotego Globu.

## Filmografia

### Filmy
| Rok  | Tytuł                            | Rola                  | Uwagi       |
| ---- | -------------------------------- | --------------------- | ----------- |
| 1997 | Alaska                           | April                 | krótkometr. |
| 1998 | Córy amerykańskich Ravioli       | Maureen "Momo" Haines |             |
| 1998 | Arresting Gena                   | Tammy                 |             |
| 1999 | The Adventures of Sebastian Cole | Susan                 |             |
| 2001 | Maraton śmierci                  | Lindsay               |             |
| 2002 | Znaki                            | Tracey Abernathy      |             |
| 2003 | Season of Youth                  | Unknown               |             |
| 2003 | Bringing Rain                    | Monica Greenfield     |             |
| 2004 | A Hole in One                    | Betty                 |             |
| 2005 | 12 lat i koniec                  | Debbie Poole          |             |
| 2007 | Michael Clayton                  | Anna                  |             |
| 2007 | Wszystko za życie                | Lori                  |             |
| 2007 | Neal Cassady                     | Mountain Girl         |             |
| 2008 | Zawodowcy                        | Rape Victim           |             |
| 2009 | Mr. Softie                       | Gail                  |             |
| 2009 | Uznany za zmarłego               | Mabel Page            |             |
| 2009 | W imieniu armii                  | Lara                  |             |
| 2010 | Greenberg                        | Gina                  |             |
| 2010 | Mebelki                          | Frankie               |             |
| 2011 | The Strange Ones                 | Girl                  | krótkometr. |
| 2014 | Birdman                          | Annie                 |             |
| 2015 | Meadowland                       | Kelly                 |             |
| 2016 | Jej twarz                        | Marlee                |             |
| 2018 | Nie ma drugiej takiej            | Mindy                 |             |
| 2018 | Charlie mówi                     | Karlene Faith         |             |
| 2018 | Witajcie w Marwen                | Roberta               |             |
| 2019 | Historia małżeńska               | Cassie                |             |
| 2022 | Midday Black Midnight Blue       | Beth                  |             |

### Telewizja
| Rok              | Tytuł                               | Rola                                   | Uwagi          |
| ---------------- | ----------------------------------- | -------------------------------------- | -------------- |
| 1995             | Blue River                          | Lottie                                 | film TV        |
| 1997; 2002; 2005 | Prawo i porządek                    | Myra; Jennifer Taylor; Sunshine Porter | 3 odc.         |
| 2002             | Prawo i porządek: Zbrodniczy zamiar | Hannah Price                           | 1 odc.         |
| 2003             | Prawo ulicy                         | Prissy                                 | 2 odc.         |
| 2004             | W rękach Boga                       | pani Saxon                             | film TV        |
| 2005             | Quarterlife                         | Bailey                                 | film TV        |
| 2005             | Agenci NCIS                         | Wendy Smith                            | 1 odc.         |
| 2006             | Wyrok                               | Bridget Kellner                        | 1 odc.         |
| 2006–2007        | Studio 60                           | Suzanne                                | 12 odc.        |
| 2009–2015        | Siostra Jackie                      | Zoey Barkow                            | w gł. obsadzie |
| 2012             | Żona idealna                        | Aubrey Gardner                         | 1 odc.         |
| 2013             | Jess i chłopaki                     | Elizabeth                              | 7 odc.         |
| 2013             | Remember Sunday                     | Lucy                                   | film TV        |
| 2015–2016        | Żywe trupy                          | dr Denise Cloyd                        | 9 odc.         |
| 2017             | Bezbożnicy                          | Mary Agnes McNue                       | gł. rola       |
| 2019             | Niewiarygodne                       | det. Karen Duvall                      | gł. rola       |
| 2020             | Run                                 | Ruby Richardson                        | 7 odc.         |
| 2025             | Rozdzielenie                        | Gretchen George                        | 3 odc.         |